# شورش (فیلم ۱۹۶۹)
شورش (انگلیسی: Riot) یک فیلم سینمایی آمریکایی در ژانر درام محصول سال ۱۹۶۹ میلادی به کارگردانی باز کولیک و با بازیگری جین هکمن و جیم براون است. 

## داستان
در حالی که سرپرست از زندان ایالتی دور است. ۳۵ نفر از خشن‌ترین جنایتکاران (به رهبری جین هکمن) یک شورش بر پا می‌کنند و بخشی از زندان را به دست می‌گیرند. کولی بریستون (جیم براون) به مدت ۵ سال در انتظار آزادی مشروط است و شورش را نمی‌خواهد. او به طور ناخواسته‌ای درگیر این شورش می شود ، از یک زندانبان دفاع می‌کنند. و همین امر باعث خشم دیگر زندانیان می‌شود و ...

## بازیگران اصلی
- جیم براون در نقش کولی بریستون
- جین هکمن
- مایک کلین
- جراررد اس.الاکلین
- کلیفورد دیوید